# Seznam řek v Bulharsku

Povodí Dunaje, Černého moře a Egejského moře

Topografická mapa s vyznačením hlavních řek

Seznam řek v Bulharsku (bulharsky řeka река) obsahuje řeky, které mají na území Bulharska délku 100 km a více a také některé kratší.

## Tabulka řek
| Poř. | Řeka             | bulharsky        | Délka (km) | Povodí (km²) | Ústí do            | Ústí kde            | Geodata (OSM) |
| ---- | ---------------- | ---------------- | ---------- | ------------ | ------------------ | ------------------- | ------------- |
| 1.   | Dunaj            | Дунав            | 472        | 801 463      | Černé moře         | ... (Rumunsko)      | OSM, WMF      |
| 2.   | Iskăr            | Искър            | 368        | 8 600        | Dunaj              | ... (Bulharsko)     | OSM, WMF      |
| 3.   | Tundža           | Тунджа           | 350        | 7 900        | Marica             | ... (Turecko)       | OSM, WMF      |
| 4.   | Marica           | Марица           | 321        | 53 000       | Egejské moře       | ... (Řecko/Turecko) | OSM, WMF      |
| 5.   | Osăm             | Осъм             | 314        | 2 874        | Dunaj              | ... (Bulharsko)     | OSM, WMF      |
| 6.   | Struma           | Струма           | 290        | 17 000       | Egejské moře       | ... (Řecko)         | OSM, WMF      |
| 7.   | Jantra           | Янтра            | 285        | 7 900        | Dunaj              | ... (Bulharsko)     | OSM, WMF      |
| 8.   | Kamčija          | Камчия           | 244        | 5 400        | Černé moře         | ... (Bulharsko)     | OSM, WMF      |
| 9.   | Arda             | Арда             | 241        | 5 000        | Marica             | ... (Turecko)       | OSM, WMF      |
| 10.  | Luda Kamčija     | Луда Камчия      | 201        | 1 612        | Kamčija            | ... (Bulharsko)     | OSM, WMF      |
| 11.  | Vit              | Вит              | 195        | 3 200        | Dunaj              | ... (Bulharsko)     | OSM, WMF      |
| 12.  | Rosica           | Росица           | 164        | 2 265        | Jantra             | ... (Bulharsko)     | OSM, WMF      |
| 13.  | Topolnica        | Тополница        | 155        | 1 789        | Marica             | ... (Bulharsko)     | OSM, WMF      |
| 14.  | Ogosta           | Огоста           | 144        | 3 000        | Dunaj              | ... (Bulharsko)     | OSM, WMF      |
| 15.  | Bílý Lom         | Бели Лом         | 140        | 1 279        | Rusenský Lom       | ... (Bulharsko)     | OSM, WMF      |
| 16.  | Černý Lom        | Черни Лом        | 130        | 1 549        | Rusenský Lom       | ... (Bulharsko)     | OSM, WMF      |
| 17.  | Veleka           | Велека           | 123        | 955          | Černé moře         | ... (Bulharsko)     | OSM, WMF      |
| 18.  | Provadijska reka | Провадийска река | 119        | 2 131        | Beloslavské jezero | ... (Bulharsko)     | OSM, WMF      |
| 19.  | Văča             | Въча             | 112        | 1 645        | Marica             | ... (Bulharsko)     | OSM, WMF      |
| 20.  | Strjama          | Стряма           | 110        | 1 394        | Marica             | ... (Bulharsko)     | OSM, WMF      |
| #.   | Rusenský Lom     | Русенски Лом     | 57         | 3 000        | Dunaj              | ... (Bulharsko)     | OSM, WMF      |
| #.   | Strumešnica      | Струмешница      | 33         | 1 900        | Struma             | ... (Bulharsko)     | OSM, WMF      |